# Mona Olin
Mona Ann-Charlotte Olin, tidigare Gansler, född 4 december 1967 i Perstorps församling i Kristianstads län, är en svensk politiker (sverigedemokrat). Hon är ordinarie riksdagsledamot sedan 2022, invald för Kalmar läns valkrets.
I riksdagen är hon ledamot i socialförsäkringsutskottet sedan 2022 och suppleant i socialutskottet.